# Ihor Snurnicyn
Ihor Serhijovyč Snurnicyn (in ucraino Ігор Сергійович Снурніцин?; Dokučajevs'k, 7 marzo 2000) è un calciatore ucraino, difensore del Metalist 1925.

## Caratteristiche tecniche
È un difensore centrale.

## Carriera

### Club
Tra il 2017 ed il 2021 ha giocato complessivamente 47 partite nella prima divisione ucraina con l'Olimpik Donec'k. Nell'estate del 2021 si è trasferito allo Zorja, altro club del medesimo campionato, con cui ha anche esordito nelle competizioni UEFA per club, giocando nella fase a gironi di Conference League.

### Nazionale
Con la nazionale Under-20 ucraina ha preso parte al campionato mondiale di calcio Under-20 2019.

## Palmarès

### Nazionale
- Campionato mondiale Under-20: 1

Polonia 2019